# سعیدالعلماء
محمدسعید بارفروشی مازندرانی معروف به علامه سعیدالعلماء (زادهٔ ۱۱۵۲ در قریهٔ دیوکلا از توابع شهر بارفروش(بابل فعلی) - درگذشتهٔ ۱۲۳۳ در بابل) از فقها و مراجع تقلید ایرانی در قرن سیزدهم شمسی.
وی نقش عمده‌ای در مقابله با بابیت مخصوصاً در جریان اجتماع و جنگ قلعه طبرسی داشت.

## زندگی
در یکی از روزهای ۱۱۸۷هـ. ق مطابق با ۱۱۵۲هـ. ش و ۱۷۷۳م مصادف با سالهای سلطنت وکیل الرعایا کریم خان زند در دیوکلای بارفروش به دنیا آمد. وی پس از فراگیری علوم مقدماتی در بابل و ساری به عراق عجم رفت و ادامه تحصیلات دینی را طی نمود از جمله اساتید وی محمدشریف مازندرانی معروف به شریف‌العلما بودند.
او پس از پایان دوران تحصیل به تدریس در کربلا پرداخت از میان شاگردان وی می‌توان به شیخ زین‌العابدین، ملا محمد اشرفی، شیخ زین‌العابدین حائری مازندرانی، سید محمدربیع شوشتری اشاره کرد.
وی پس از محمدعلی ساروی امامت جماعت مسجد جامع بابل را بر عهده داشت. گفته شده‌است که پس از صاحب جواهر، شیخ مرتضی انصاری حاضر به پذیرش مرجعیت نبوده و سعیدالعلماء را از خود اعلم می‌دانسته‌است و نهایتاً پس از نامه‌نگاری با وی و تأیید سعیدالعلما، حاضر به پذیرش مرجعیت می‌شود.
ایشان بخاطر مبارزه با بابیان از قبول مرجعیت سر باز زد و در پایامی برای شیخ انصاری نوشت: «هنگامی که در کربلا بودم و من و شما با هم از محضر شریف العلماء استفاده می‌بردیم، استفاده و فهم من از شما بیشتر بود اما در این مدت شما در آنجا مشغول تدریس و مباحثه بوده‌اید و من در اینجا گرفتار امور و مراجعات مردم هستم. شما در این امر از من سزاوارتر هستید.»
سعیدالعلماء در پاسخ نامه شیخ انصاری که از ایشان خواسته بود مرجعیت را بپذیرد، از فتنه باب به «امور و مراجعات مردم» یاد می‌کند چرا که از فتنه و جنگ قلعه طبرسی بیش از چند ماهی نمی‌گذشت و بیم آن می‌رفت که بقایای سران بابیه به خصوص قره العین و میرزا حسینعلی بها که در نور مازندران در حال تبلیغ و تشویق مردم به گرویدن به میرزا یحیی صبح ازل بودند، قدرت گیرند.

## فیلم مستند زندگی سعیدالعلماء
مستندی از زندگی وی تحت عنوان «دردی کشان» توسط عزیزالله محمدپور مدیر حوزه هنری مازندران و با همکاری استانداری مازندران ساخته شده‌است. در تهیهٔ این مستند از محلات قدیمی شهرهای قم، ساری، بابل رامسر استفاده شده‌است.

## دیدگاه‌های دربارهٔ وی
آقا بزرگ تهرانی دربارهٔ سعیدالعلماء می‌گوید: «او در ردیف شیخ مرتضی انصاری و از اعاظم علما و اکابر فقهای شیعه بود.»
شیخ عباس قمی در کتاب فواید رضویه از وی در میان علمای بزرگ شیعه نام برده‌است. عبدالله جوادی آملی در دیدار با اعضای دبیرخانه کنگره سعیدالعلماء و ملا محمد اشرفی گفت: «علامه سعیدالعلماء و مرحوم اشرفی از پرافتخارترین سرمایه‌های علمی ما هستند که جامعه را به هویت واقعی اش رهنمون می‌سازند.»
ناصر مکارم شیرازی نیز دربارهٔ وی می‌گوید: «دربارهٔ مرحوم علامه سعیدالعلماء (ره) هم اگر نباشد درباره ایشان جز همان داستان شیخ انصاری که اینها همه در درس شریف‌العلماء، همدرس بودند و شیخ بعد از آنکه صاحب جواهر، مرجعیت را به ایشان ارجاع کرد شیخ انصاری به سعیدالعلماء بگوید شما اولی هستید، در فضیلت ایشان همین جریان کافی است.»

## کنگره بزرگداشت و بازسازی مقبره
کنگره بزگداشت وی توسط سازمان تبلیغات اسلامی در اردیبهشت ۱۳۹۰ با ارائه ۱۳۰ مقاله برگزار گردید.
مدیرکل اداره فرهنگ و ارشاد اسلامی مازندران هدف از برگزاری کنگره وی را سیری در زندگی، احوال و شخصیت، کتاب‌شناسی توصیفی، تحلیل و بررسی نظریات و آراء خاص فقهی، آراء و نظریات ویژه تفسیری، کلامی، عرفانی و اخلاق، سیری در مقالات معنوی و مکاشفات عرفانی (سلوک عرفانی) وی دانست.
همزمان با کنگره بزرگداش وی هشت اثر از او و ملامحمد اشرفی رونمایی گردیده و تمبر یادبود آندو نیز منتشر و تندیس وی نیز در میدان کارگر بابل نصب
شد.
سعیدالعلماء به سال ۱۲۳۳ خورشیدی (۱۲۷۰ قمری) در زادگاهش بابل درگذشت و در همان شهر در انتهای بازار مسجد جامع، مدفون گردید. مقبره وی با کمک‌های مردمی و دولتی بازسازی و بازگشایی شده‌است. به گفته سید عباس کاشانی مقبره وی به آتش کشیده شده و برای تخریب آن تلاش شده بود.
کتابخانه‌ای در بابل نیز بنام وی نامگذاری گردیده‌است.